# Maximianòpolis
Maximianòpolis  (grec antic: Μαξιμιανούπολις; llatí: Maximaniopolis) fou una ciutat anomenada a les escriptures com Hadadrimmon, situada a la plana de Megiddo. Pertanyia a la província de Palestina Segona, dins de l'Imperi Romà d'Orient. El nom de Maximiàpolis (Ciutat de Maximià) li va donar Dioclecià, en honor al seu coemperador Maximià. Es trobava a 17 M.P. de Cesarea i a 10 M.P. de Jezreel. La ciutat abans portava els noms Legio i Caporcotani.